# Trolös elektor
Trolös elektor (engelska faithless elector) är en medlem av USA:s elektorskollegium som röstar på en annan kandidat än den elektorn har lovat rösta på eller avstår från att rösta i presidentvalet. Vanligast förekommer detta, när det kan förutses att elektorns partis presidentkandidat ändå kommer att förlora valet i elektorskollegiet.

## Förteckning över trolösa elektorer
Följande är en förteckning över trolösa elektorer med den senaste först. Talet inom parentes anger antalet trolösa elektorer det året.
- (10) 2016: 10 elektorer röstade på andra presidentkandidater än de förväntade. Uppgiften hämtad från engelskspråkig Wikipedias artikel om ämnet.

- (1) 2004: En elektor från Minnesota som lovade att rösta på demokraternas John Kerry som president och John Edwards som vicepresident röstade på John Edwards som president och vice president, i Minnesotas röstar man två gånger (elektorerna), dvs röstning för vice president och en egen röstning för president. Då Minnesotas elektorer röstar anonymt och ingen har framträtt är det ännu oklart vem som röstade fel. Minnesota har sedan dess ändrat sin lag så att en röst ifrån en av deras trolösa elektorer kommer att ogiltigförklaras.

- (1) 2000: Elektorn ifrån District of Columbia, Barbara Lett-Simmons, som hade lovat att rösta för demokraterna Al Gore och Joe Lieberman, röstade inte i protest mot att Washington D.C. inte är en delstat utan bara ett federalt distrikt och har ingen rösträtt till kongressen eller senaten. ”Kolonial status” som hon uttryckte det.

- (1) 1988: Margaret Leach, elektor ifrån West Virginia, lovade att rösta för demokraterna Michael Dukakis och Lloyd Bentsen. Istället för att rösta på Dukakis som president och Bentsen som vicepresident röstade hon tvärtom.

- (0–1) 1984: Elektorerna i Illinois lovade att rösta på Ronald Reagan och George H.W. Bush. Omröstningen skedde anonymt. När delstatens elektorsröster var räknade hade en elektor röstat på demokraternas kandidat Geraldine Ferraro som vicepresident. Efter ett antal minuters förvirring röstade man igen. Då fick Bush alla rösterna och det var dessa som rapporterades till kongressen.